# Vadsjöns BK
Vadsjöns BK är en bandyklubb i Sverige som bildades 1952. A-lag spelar sina matcher i Division 3 "hemma" på Ruddalens IP och när vädret tillåter på Noltorpsvallen.